# Światowy Związek Pocztowy

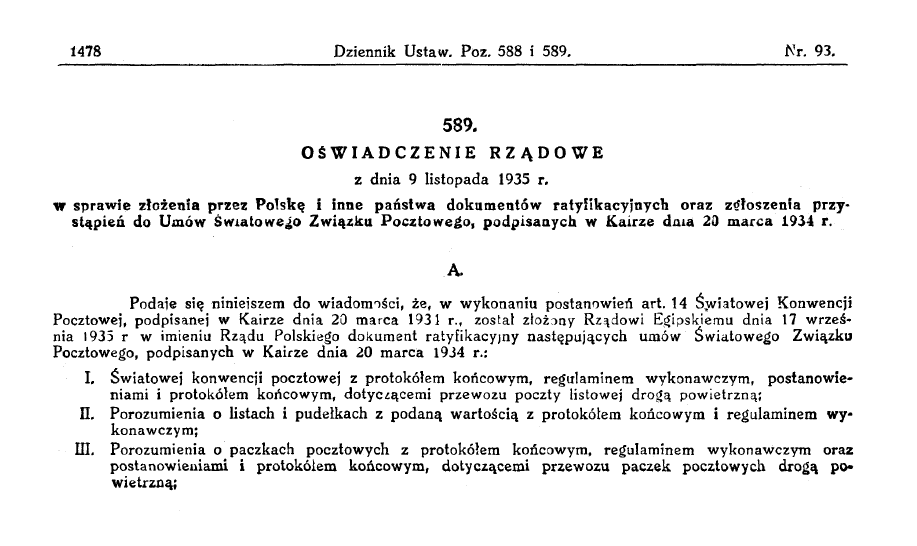
Fragment oświadczenia rządu RP o ratyfikacji umów ze Światowym Związkiem Pocztowym z 9 listopada 1935

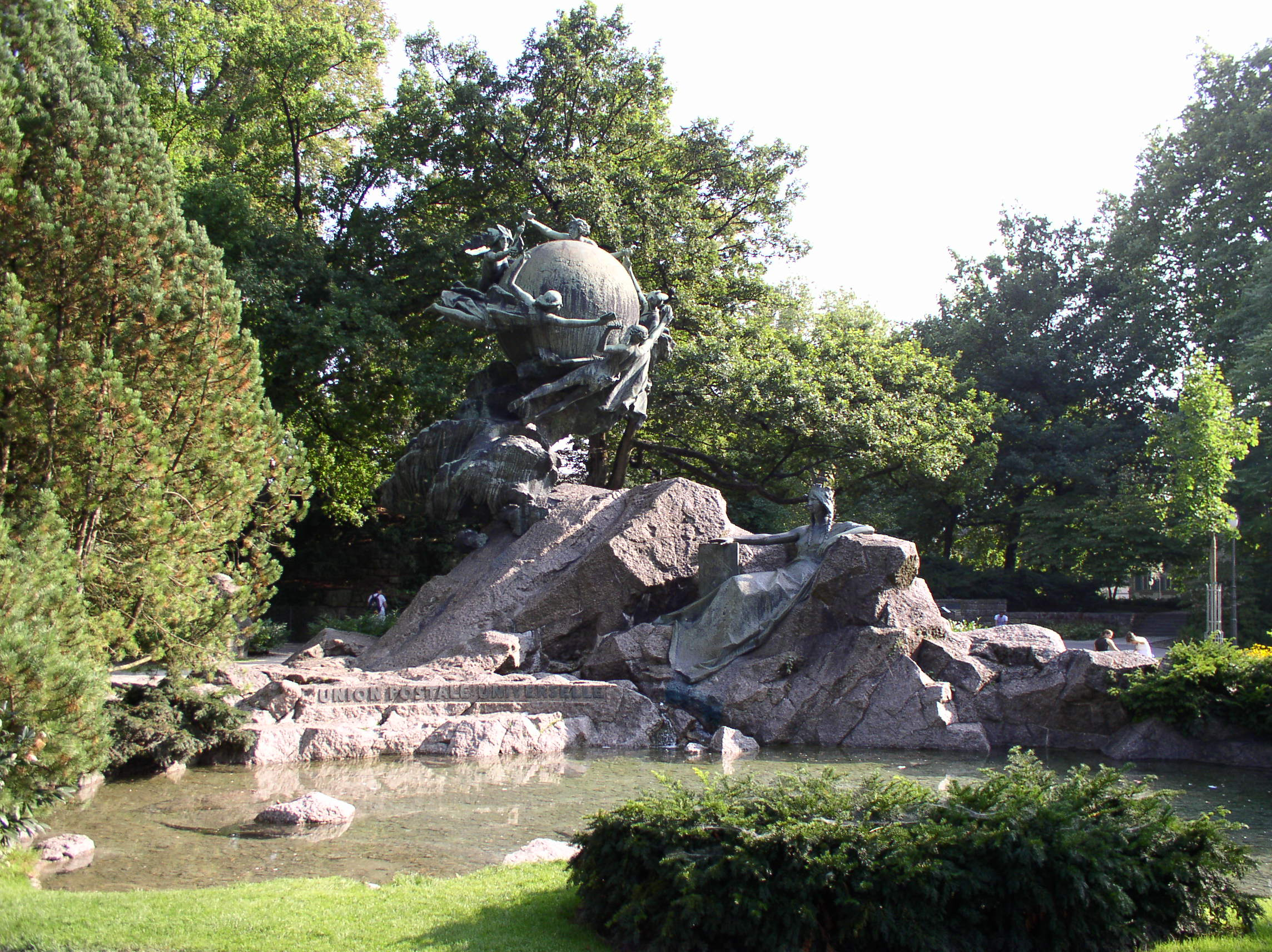
Pomnik UPU w Bernie

Światowy Związek Pocztowy lub Powszechny Związek Pocztowy (fr. Union postale universelle, ang. Universal Postal Union, UPU) – organizacja wyspecjalizowana ONZ, z siedzibą w stolicy Szwajcarii – Bernie.

## Historia
W wieku XVII i XVIII międzynarodowa wymiana korespondencji była regulowana umowami dwustronnymi, pomiędzy poszczególnymi krajami. W XIX wieku, wraz z rozwojem handlu międzynarodowego, system ten uznano za zbyt skomplikowany, pojawiły się też pierwsze regulacje w poszczególnych krajach. Jako pierwszy zaproponował konkretne regulacje Sir Rowland Hill w 1837, mówiące o konieczności przedpłacania przesyłki, w zależności od masy listu bez uwzględniania dystansu na terenie kraju, podając pomysł zastosowania systemu oznaczania w postaci znaczka pocztowego.
Pierwszą próbę ustanowienia regulacji międzynarodowych przesyłek korespondencji podjął zarządzający pocztą USA, gen. Montgomery Blair w 1863 zwołując w Paryżu konferencję, w której uczestniczyło 15 krajów. Na konferencji wypracowano pewne zasadnicze reguły, choć nie osiągnięto porozumienia. Zadania opracowania projektu takiego porozumienia podjął się jeden z wyższych niemieckich urzędników pocztowych, Heinrich von Stephan. Na podstawie przygotowanego przez Stephan’a projektu i na jego wniosek, rząd Szwajcarii zwołał na dzień 15 września 1874 konferencję w Bernie, w której wzięły udział 22 kraje. W dniu 9 października 1874 został podpisany na konferencji Traktat Berneński, powołujący do życia związek pocztowy pod nazwą l’Union générale des postes (fr.) / General Postal Union (ang.), jako jedną z najstarszych organizacji międzynarodowych. Dzień ten obecnie obchodzony jest jako Światowy Dzień Poczty. Związek szybko się rozrastał i w 1878 przemianowany został na Union postale universelle (fr.) / Universal Postal Union (ang.). Organizacją wyspecjalizowaną ONZ związek stał się w 1948.

## Czasy współczesne
Główne zadania UPU to promowanie współpracy międzynarodowej w zakresie usług pocztowych, dbanie o rozwój usług pocztowych oraz pomoc techniczna dla państw, które są jej członkami. UPU ustala również standardy przesyłek pocztowych.
Zgodnie z konwencją podpisaną w 1964 w Wiedniu siedzibą Związku jest Berno. Urzędowym językiem jest język francuski. Język angielski został dodany w roku 1994. Depozytariuszem jest Szwajcarska Rada Związkowa.
Członkami UPU są 192 państwa. Bieżącą działalnością UPU kieruje Rada Administracyjna, w skład której wchodzi 41 przedstawicieli państw członkowskich, wybieranych na organizowanym co 4 lata kongresie. Polska jest członkiem UPU od 1 maja 1919 roku, a członkiem Rady Administracyjnej była w latach 1984–1994 i 1999–2004 i jest obecnie.